# Peloptulus latilamellatus
Peloptulus latilamellatus är en kvalsterart som beskrevs av Bayartogtokh och Aoki 1997. Peloptulus latilamellatus ingår i släktet Peloptulus och familjen Phenopelopidae. Inga underarter finns listade i Catalogue of Life.